# Грбови рејона Приморске Покрајине
Грбови рејона Приморске Покрајине обухвата галерију грбова административних јединица руске покрајине — Приморске, са статусом градских округа и рејона, те њихове историјске грбове (уколико их има).
Већина грбова настала је након успостављања Руске Федерације и Приморске Покрајине, као њеног саставног субјекта.

## Грбови округа и рејона
- 1 — Грб рејона 
 Анучински
- 2 — Грб рејона 
 Даљнереченски
- 3 — Грб рејона 
 Кавалеровски
- 4 — Грб рејона 
 Кировски
- 5 — Грб рејона 
 Красноармејски
- 6 — Грб рејона 
 Лазовски
- 7 — Грб рејона 
 Михајловски
- 8 — Грб рејона 
 Надеџински
- 9 — Грб рејона 
 Октобарски
- 10 — Грб рејона 
 Ољгински
- 11 — Грб рејона 
 Партизански
- 12 — Грб рејона 
 Погранични
- 13 — Грб рејона 
 Пожарски
- 14 — Грб рејона 
 Спаски
- 15 — Грб рејона 
 Тернејски
- 16 — Грб рејона 
 Ханкајски
- 17 — Грб рејона 
 Хасански
- 18 — Грб рејона 
 Хорољски
- 19 — Грб рејона 
 Черњиговски
- 20 — Грб рејона 
 Чугујевски
- 21 — Грб рејона 
 Шкотовски
- 22 — Грб рејона 
 Јаковљевски